# Haworthia coarctata
Espèce
Classification APG III (2009)
Variétés de rang inférieur
- H. coarctata var coarctata
- H. coarctata f. greenii
- H. coarctata f. chalwinii
- H. coarctata var. adelaidensis
- H. coarctata var. tenuis

Haworthia coarctata est une plante à fleur de la famille des Liliaceae.

## Description
Cette espèce du genre Haworthia et du sous-genre Hexangularis est plutôt colonnaire et peut atteindre 20 centimètres de hauteur. La couleur de ses feuilles varie du gris-vert au bordeaux-vert, suivant les conditions de culture et portent parfois des points blancs. Elle forme assez rapidement des touffes.

## Culture
Reportez-vous à l'article Haworthia.

## Variétés
- H. coarctata var coarctata : forme type, voir Description.
- H. coarctata f. greenii : forme d'Haworthia coarctata aux feuilles vertes plus étroites et plus lisses.
- H. coarctata f. chalwinii
- H. coarctata var. adelaidensis
- H. coarctata var. tenuis